# Calacadia
Calacadia es un género de arañas araneomorfas pertenecientes a la familia Amphinectidae. Se encuentra en Chile.

## Especies
Según The World Spider Catalog 12.0:
- Calacadia ambigua (Nicolet, 1849)
- Calacadia chilensis Exline, 1960
- Calacadia dentifera (Tullgren, 1902)
- Calacadia livens (Simon, 1902)
- Calacadia osorno Exline, 1960
- Calacadia radulifera (Simon, 1902)
- Calacadia rossi Exline, 1960